# Einstecklauf

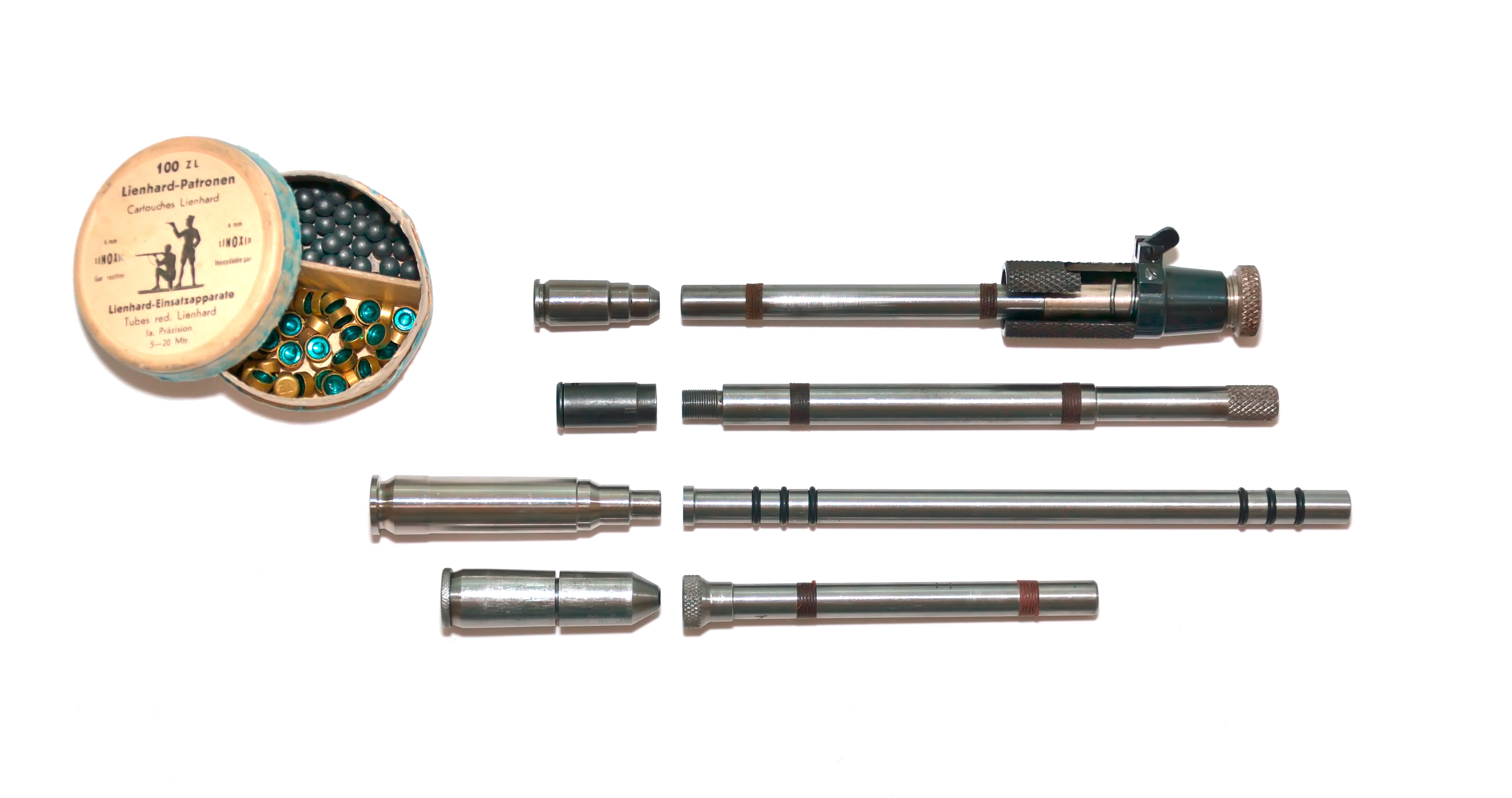
Diverse Einsteckläufe für Zimmerstutzen-Munition

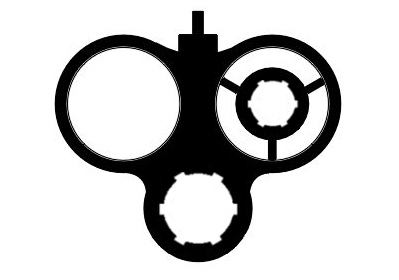
Klassischer Drilling mit Einstecklauf

Ein Einstecklauf ist ein für Handfeuerwaffen verwendeter Lauf, der in den eigentlichen Lauf der Waffe eingesteckt und verriegelt wird. Genutzt wird dies zur Verwendung kleinerer (in der Regel preiswerterer) Munition zum Training im Schießsport oder im jagdlichen Bereich. Im jagdlichen Bereich werden diese Einsteckläufe auch als Fangschussgeber oder Reduzierläufe bezeichnet.

## Konstruktion und Verwendung
Vorbedingung zur Nutzung von Einsteckläufen ist eine entsprechende Kaliberdifferenz zur Grundwaffe. Verbreitet sind daher Einsteckläufe mit kleinen Kalibern wie beispielsweise das Kaliber .22. Es gibt größere Einsteckläufe für Schrotgewehre zum Verschießen von Patronenmunition und Einsteckläufe für Gewehre zum Verschießen von kaliberreduzierter Munition. Wechselläufe zählen nicht zu den Einsteckläufen, auch wenn es bei einigen militärischen Geschützen technische Ähnlichkeiten gibt.
Es existieren folgende Grundtypen von Einsteckläufen:
- Einsteckläufe werden üblicherweise als Einzellader betrieben. Einige wenige Ausnahmen davon sind Varianten für den Mehrladerbetrieb, die beispielsweise für die Pistole 08[2] und für das Mauser 98 System (EL 24) entwickelt wurden.
- Kurze Einsteckläufchen ohne weitere Mechanik, die in das Patronenlager einer Schusswaffe gesteckt werden. Dieser Typ findet vorzugsweise bei Kurzwaffen Anwendung und ist auch für Revolver verwendbar.[3]
- Mündungslange Einsteckläufe für Einzelladerwaffen. Dieser Typ findet vorzugsweise bei mehrläufigen Waffen Verwendung und wird in der Regel speziell dazu eingerichtet.[4]
- Einsteckläufe mit Verschlusszylinder (Kammer) für Repetierwaffen (sogenannte Einstecksysteme), die anstelle der normalen Einrichtung in die Verschlusshülse eingeführt werden. Dieser Typ kann kurz oder mündungslang sein. Schon in den Vorkriegsjahren gab es von der Erfurter Maschinenfabrik verschiedene Einsteckläufe des Typs Erma EL 24[5] für Repetierer, die auf dem Mauser System 98 basieren. Ab 1975 wurden Einsteckläufe ähnlicher Art von Voere unter der Bezeichnung Modell 2118 für das Kaliber .22 lfB produziert und vertrieben.[6]

## Waffenrecht
In Deutschland muss im Gegensatz zu einem Wechsellauf ein Einstecklauf nicht in die Waffenbesitzkarte des Eigentümers eingetragen werden, da der Erwerb und der Besitz gemäß Abschnitt 2, Unterabschnitt 2, Punkt 2a der Anlage zu §2 Abs. 2–4 Waffengesetz (WaffG) erlaubnisfrei sind, sofern der Einstecklauf für eine Schusswaffe bestimmt ist, die bereits in der Waffenbesitzkarte eingetragen ist.